# 鶯歌汪洋居
鶯歌汪洋居，是位於臺灣新北市鶯歌區的民間建築，現為新北市市定古蹟。

## 歷史
相傳在1684年時，鶯歌區當地已有客家籍移民入墾，植茶為農，其中余氏家族源自泉州，在乾隆時期入墾臺灣，其家族之一人余海怣，在大正5年（1916年）繼承父親余振塗的「土壟間」（輾米廠）後轉型為經營米業盤商「余合興」字號。 將鶯歌米賣到中國及日本等地，藉由從事稻米加工的大盤交易而致富。
為經營事業，余海怣並將從中湖里的余厝搬遷至現文化路上，以並以余海怣名中的「海」字為根據，藉以「汪洋即海」為名興建汪洋居。該建築物於大正7年（1918年）完工後，則為作為鶯歌地區第一座洋樓啟用，具有代表鶯歌地經濟發展的地標定位。余海怣之子余德義並於1951至1973年間，連續擔任臺北縣第一至第七屆的縣議員。當年鶯歌地方士紳會在余議員的號召下，定期在每月25日在汪洋居聚落，所以取名「二五會」。
當代，原本的碾米廠早已已拆除，三開間的店屋則在2006年7月17日指定為市定古蹟。2021年，繼承人將其中三分之一約30坪土地建物開價680萬元出售，後則因文化資產身份遭到新北市政府文化局撤止。目前建築物由文化局維管中，並未開放參觀。

## 建築設計
汪洋居為典型紅磚牌樓厝建築，格局共分為三開間，並帶有等西式建築裝飾語彙等特徵，主體構造為硬山擱檁結構。其立面磚砌使用英式砌法，並設有立面簷口和山牆，以磚的凹凸作為飾帶、以及，門楣牆柱設有雕花、泥塑以豐富正體外觀設計，山牆中間設有商號「汪洋居」匾額，一樓楣梁為混凝土造。
在空間利用部分，室內空間中第一進元作為店舖使用。並設有天井為界，劃分前、後部分，二樓則為昔日余家人的居住空間，原共有三間臥房、神明廳、客廳等設施。目前建築內部仍存有昔日米糧錢櫃等功能設備。
當前建築物因屋頂滲漏及缺乏管理維護，導致木構件已經嚴重劣化，對古蹟本體造成巨大破壞。

## 外部連結
- 鶯歌汪洋居-文化部iCulture-文化空間 （页面存档备份，存于）
- 汪洋居古厝 - 新北市觀光旅遊網 （页面存档备份，存于）